# سد گریپ
سد گریپ (به لاتین: Gariep Dam) یک سد و نیروگاه برقابی در آفریقای جنوبی است که در Border of Eastern Cape and Free State (province) واقع شده‌است.